# گرابن-نویدورف
گرابن-نویدورف (به آلمانی: Graben-Neudorf) یک شهر در آلمان است که در Karlsruhe واقع شده‌است. گرابن-نویدورف ۱۱٬۶۶۸ نفر جمعیت دارد.

## خواهرخوانده
شهرهای Usk و ویلزدروف خواهرخوانده‌های گرابن-نویدورف هستند.